# قهرمان (آلبوم)
«قهرمان» آلبومی از حادثه است که در ۱۹ ژوئن ۲۰۰۹ منتشر شد.